# 笹森城
笹森城（ささもりじょう）は、宮城県仙台市（陸奥国宮城郡）宮城野区鶴ケ谷の丘陵上にあった日本の城（山城）。戦国時代に宮城郡を争奪した留守氏・国分氏の家臣、鶴谷氏の居城であった。複数年代の遺構を伴う複合遺跡であり、城跡からは縄文土器の欠片が多数と、弥生時代以降の遺物も見つかっている。

## 立地
笹森城は、鶴ヶ谷の丘陵地の尾根の一つの端にあり、東から北東にかけて仙台平野の低地帯（宮城野海岸平野）に面する。北の七北田川に面してはいないが近い位置にあり、東には低地をへだてて岩切に対する。岩切には鎌倉・室町時代に陸奥国の国府があり、戦国時代に留守氏が岩切城に拠った。
城の北には北堤・中堤、南東には鶴ヶ谷大堤という溜め池がある。城が立地する尾根は、Eの字型に東に三本の尾根線を延ばす。詳しい郭の構造は不明だが、複数の尾根が集まる頂上部が中心だったようである。特に北東低地に向けて急傾斜をなし、低地からみた比高は約40メートル、海面からの標高は60から64メートルである。

## 歴史
発掘調査により出土した遺物から、縄文時代早期から同地における人類の土地利用があったと推定されている。その後も竪穴建物に住んだ人々がいた。
城が築かれた時期は不明で、文献的には天正年間（1573年 - 1593年）まで鶴谷治部が居住したことが知られるだけである。すなわち、仙台藩が幕府に提出したと言われる『仙台領古城書上』、およびその資料『仙台領古城書立之覚』に、東西45間、南北20間の山城で、天正年間に鶴ヶ谷治部が城主だったとある。
江戸時代に城跡は宮城郡国分鶴谷村に属したが、人の利用はなく、山の麓の舘下に中世以来の集落があった。
昭和30年代以降（1955年頃以降）に周辺で開発が進み、土取りと造成のために尾根が崩され、谷が埋められた。城の主体部の曲輪跡は1970年代までに破壊された。
1995年（平成8年）4月18日から12月1日に、仙台市都市計画道路の東仙台泉線改良工事によって城趾を道路が横切ることになったため、尾根と谷で約4000平方メートルの発掘調査が実施された。調査範囲は、仙台市教育センターから東北電力鶴ヶ谷変電所を経て東に延びる尾根と、その北の谷、土取りでかなり切り取られた尾根の残りの部分である。期間中の8月24日には仙台市立鶴谷中学校の生徒が体験学習として発掘に参加した。

## 城の構造
丘陵部の市街化が進んで地形が大規模に変わっており、表面からわかる遺構は少ない。Eの字の縦棒にあたる場所が城の中心で、開発で破壊されるまでそこに東西50メートル、南北80メートルほどの平場があったという。さらにその東南部、西南部に3段の平場があった。
E字の下の横棒にあたる尾根は隣接する住宅団地の造成により上面が削り取られ、中の横棒との間にあたる谷は埋め立てられている。
E字型の真ん中の横棒にあたる尾根だけが、1995年（平成7年）に発掘された。そこは城の主体部ではなかったが、尾根の上面が幅10メートル余の平らな場所になっており、北の谷に面して土塁が設けられていた。南の谷に面する傾斜には、細長い平場が上・中・下の3段作られていた。平場に上から降りていく傾斜路もあった。尾根の先端では、さらに2段、低い位置に平場があり、2番目の平場は南斜面の細長い平場のうちいちばん低い所に続いていた。尾根の上には掘立柱建物2棟の柱跡が見つかり、他にも柱列が複数あった。
E字の上の横棒にあたる尾根は、未発掘ではあるが、上面に土塁の跡らしいものがある。
上と真ん中の尾根が連結する部分では、谷をさらに延長して西へ掘り下げているのが、地表から観察できる。その北に接する虎口らしき地形の防備か、切り通しの可能性がある。

## 遺構と遺物
1995年（平成8年）の発掘調査ではかまど付きの竪穴建物が見つかった。南辺がやや長い方形で、東西幅3.0から3.4メートル、南北幅3.0メートル。東壁の南よりにかまどを据え、建物の周りに溝をめぐらせた。
遺物としては、縄文土器156点、弥生土器2点、古墳時代以降の土師器31・土師質土器44点・須恵器3点、瓦質土器1点、瓦2点、土玉1点、現在の山形県の平清水焼とみられる1点を含む磁器4点、陶器2点、石器9点、砥石4点、青銅の笄（こうがい）1点、クサビらしき鉄製品1点、鉛製の火縄銃の弾1点、古銭5点（寛永通宝4枚と桐1銭銅貨1枚）が取り上げられた。